# Thunder and lightning
«Thunder and lightning» (originalmente llamada "Munja i grom" en bosnio; en español: Rayos y centellas) es una canción compuesta por Edin-Dino Šaran, Ulvija Tanović y Vukašin Brajić. Representó a Bosnia y Herzegovina en el Festival de la Canción de Eurovisión 2010, que se celebró en Oslo, Noruega. El tema se interpretó íntegramente en inglés.
La canción fue seleccionada internamente por la cadena nacional Radiotelevizija Bosne i Hercegovine (BHRT) de entre 80 a 100 canciones presentadas al organismo de radiodifusión. Brajic fue anunciado como su representante el 11 de enero, mientras que la canción (tanto en bosnio como en inglés) fueron presentadas el 14 de marzo de 2010.